# Strikeforce: At The Mansion II
Strikeforce: At The Mansion II foi um evento  de artes marciais mistas promovido pelo Strikeforce, ocorrido em 20 de setembro de 2008 na Playboy Mansion em Beverly Hills, California. 